# 霍斯特·埃克尔
霍斯特·埃克尔（德語：Horst Eckel，1932年2月8日—2021年12月3日），德国男子足球运动员，场上位置是中场。他曾代表西德国家队参加1954年和1958年国际足联世界杯，其中1954年世界杯获得冠军。